# Филипсберг (Монтана)
Филипсберг (англ. Philipsburg) — крупнейший город и административный центр округа Гранит в штате Монтана в Соединённых Штатах Америки.
Согласно данным переписи населения США 2020 года число жителей города 
составляло 841 человек, что, для такого небольшого населённого пункта, существенно больше (+ 2.6%), чем было во время предыдущей переписи, проводившейся в 2010 году (820 человек).

## История
Город был назван в честь известного горного инженера Филиппа Дайдесхаймера (1832—1916), который спроектировал и руководил строительством рудоплавильного завода, вокруг которого изначально и образовалось некорпоративное сообщество. Он заложил место под город в 1867 году.
Окружная тюрьма, старое здание начальной школы Филлипсбурга и несколько других архитектурных объектов города были внесены в Национальный реестр исторических мест США.
В миле от города построен Аэропорт Риддик-Филд, который в основном принимает небольшие чартерные самолёты.
1 октября 2014 года в Филипсберге актриса Скарлетт Йоханссон вышла замуж за французского журналиста и владельца рекламного агентства Ромена Дориака.

## География
Центр города расположен на высоте 1598 метров над уровнем моря.
Согласно данным Бюро переписи населения США, общая площадь города Филипсберг составляет 0,80 квадратных мили (2,07 км2) и вся эта территория приходится на сушу.

## Климат
Климат Филипсберга меняется от полузасушливого до влажного континентального, которые согласно системе классификации климатов Кёппена, сокращённо обозначаются на климатических картах аббревиатурами «BSk» и «Dfb» соответственно.
Зима длинная и сухая, но относительно мягкая, а лето тёплое и заметно более влажное.